# Michael Sabom
Michael B. Sabom (sinh ngày 28 tháng 9 năm 1954) là một bác sĩ tim mạch và nhà nghiên cứu trải nghiệm cận tử người Mỹ.

## Tiểu sử
Michael B. Sabom theo học Trường Đại học Colorado, tốt nghiệp năm 1966. Ông hoàn thành chương trình đào tạo y khoa tại Đại học Y khoa Texas vào năm 1970. Ít lâu sau tốt nghiệp chuyên ngành tim mạch tại Đại học Florida vào năm 1978. Sau khi ra trường, Sabom dành một vài năm làm trợ lý giáo sư tim mạch tại Đại học Emory trước khi chuyển sang làm bác sĩ tư, cho đến khi nghỉ hưu năm 2017.
Sabom nổi tiếng nhờ công trình nghiên cứu về trải nghiệm cận tử (TNCT). Ông chính là thành viên lập nên Hiệp hội Nghiên cứu Cận tử Quốc tế (IANDS). Ông còn chấp bút viết hai tác phẩm mô tả về trải nghiệm cận tử. Cuốn sách đầu tiên nhan đề Recollections of Death: A Medical Investigation (tạm dịch: Hồi ức về cái chết: Điều tra y tế), được phát hành vào năm 1982. Nội dung chủ yếu kể về các cuộc phỏng vấn của Sabom với 116 người đã trải qua cuộc khủng hoảng cận tử, được ông thảo luận và phân loại. Cuốn sách này nhận được sự chào đón một cách tích cực vì cung cấp quan điểm tương đối khách quan và dựa trên y học, dù một nhà phê bình suy đoán rằng "mong muốn vào sự tin tưởng của tác giả có thể đã tô màu cho phân tích của ông ấy".  Tác phẩm này từng được trích dẫn tới hơn 800 lần trong các công trình học thuật, theo Google Scholar cho biết.
Cuốn sách thứ hai mang tên Light and Death (tạm dịch: Ánh sáng và Cái chết), được phát hành vào năm 1998. Tương tự như cuốn đầu tiên cũng lại là cuộc phỏng vấn 160 bệnh nhân của tác giả từ sau các cuộc khủng hoảng cận tử mà họ vừa trải qua. Dù vẫn còn giữ lại một số khía cạnh y học và khoa học, cuốn này được viết từ quan điểm có xu hướng thiên về tôn giáo hơn (Kitô giáo).  Cuốn sách gây tiếng vang vì mô tả vụ Pam Reynolds, một trường hợp trải nghiệm cận tử đã nhận được vài sự chú ý từ giới truyền thông, và Sabom đã bắt tay điều tra một mình. Tác phẩm này (đặc biệt là liên quan đến Pam Reynolds) đã bị tác giả Sam Harris chỉ trích vì có khả năng đưa đến sự thiên vị của người thí nghiệm, khuấy động vô thức của nhân chứng và ký ức giả.

## Ấn phẩm
- Sabom, Michael (1982). Recollections of Death: A Medical Investigation. New York: Harper & Row. ISBN 0-06-014895-0. OCLC 7575459. [7][8]
- Sabom, Michael (1998). Light & Death: One Doctor's Fascinating Account of Near-Death Experiences. Grand Rapids, Mich: Zondervan. ISBN 978-0-310-21992-7. OCLC 39756347.[10]